# Murushid Juuko
Murushid Juuko (14 aprile 1994) è un calciatore ugandese, difensore del Vipers.

## Carriera

### Club
Ha giocato nel campionato ugandese e tanzaniano.

### Nazionale
Ha esordito in nazionale nel 2014, venendo poi convocato per la Coppa d'Africa 2017.

## Palmarès

### Club

#### Competizioni nazionali
- Campionato tanzaniano: 1

Simba: 2017-2018